# Vasyl Shuptar
Vasyl Shuptar –en ucraniano, Василь Шуптар– (Lvov, 27 de enero de 1991) es un deportista ucraniano que compite en lucha libre.
Ganó una medalla de bronce en el Campeonato Mundial de Lucha de 2015 y dos medallas de bronce en el Campeonato Europeo de Lucha, en los años 2014 y 2019. En los Juegos Europeos de Bakú 2015 obtuvo una medalla de bronce en la categoría de 61 kg.

## Palmarés internacional
| Campeonato Mundial | Campeonato Mundial         | Campeonato Mundial | Campeonato Mundial |
| Año                | Lugar                      | Medalla            | Categoría          |
| ------------------ | -------------------------- | ------------------ | ------------------ |
| 2015               | Las Vegas (Estados Unidos) | Medalla de bronce  | 61 kg              |
| Juegos Europeos    |                            |                    |                    |
| Año                | Lugar                      | Medalla            | Categoría          |
| 2015               | Bakú (Azerbaiyán)          | Medalla de bronce  | 61 kg              |
| Campeonato Europeo |                            |                    |                    |
| Año                | Lugar                      | Medalla            | Categoría          |
| 2014               | Vantaa (Finlandia)         | Medalla de bronce  | 61 kg              |
| 2019               | Bucarest (Rumania)         | Medalla de bronce  | 65 kg              |